# John Loder

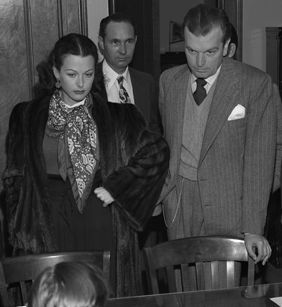
John Loder (rechts) mit seiner Frau Hedy Lamarr (1946)

John Loder (eigentlich John Muir Lowe; * 3. Januar 1898 in London, Großbritannien; † 26. Dezember 1988 in Selbourne, Großbritannien) war ein britischer Schauspieler.

## Leben

### Frühe Jahre
John Loder wuchs als Sohn eines britischen Generals auf. Er besuchte das berühmte Eton College und ging dann an die Royal Military Academy Sandhurst. 1916 war er zusammen mit seinem Vater in Dublin stationiert. Beim Osteraufstand, der zur Unabhängigkeit Irlands führte, war Loder an den Kampfhandlungen nicht beteiligt. Doch war er bei der Kapitulation der Rebellen unter Patrick Pearse anwesend. Es existiert ein Foto, auf dem Loder mit seinem Vater zu sehen ist, als Pearse aufgab. Im Ersten Weltkrieg nahm er als Leutnant an der Schlacht von Gallipoli teil. Im weiteren Verlauf des Krieges geriet er in deutsche Kriegsgefangenschaft. Nach seiner Freilassung blieb er in Deutschland und leitete eine Fabrik.

### Filmkarriere
In Deutschland wuchs in ihm das Interesse an der Schauspielerei. Vor seiner Rückkehr nach England spielte er ab Mitte der 1920er Jahre in einigen deutschen Filmen mit, etwa in Der letzte Walzer oder Casanovas Erbe. Als die Tonfilmära begann, versuchte Loder sein Glück in Hollywood, vor allem in Liebhaberrollen. Doch sein unterkühltes Wesen kam beim amerikanische Publikum nicht gut an, sodass er sich im Jahr 1931 zur abermaligen Rückkehr in seine Heimat entschloss. In den 1930er-Jahren feierte er beim britischen Film Erfolge als Darsteller vornehmer und zuweilen auch intriganter Männer. Unter anderem spielte er neben Charles Laughton in dessen Oscar-prämierter Rolle in Das Privatleben Heinrichs VIII. oder in Alfred Hitchcocks Thriller Sabotage. 1938 machte er mit dem Film Paix sur le Rhin auch einen Ausflug ins französische Kino.
Als England in den Zweiten Weltkrieg eintrat, zog Loder wieder in die Vereinigten Staaten. Im amerikanischen Kino der 1940er-Jahre spielte er häufig britische Aristokraten oder vornehme Gentleman, wobei er abseits von einigen B-Filmen nicht mehr zu Hauptrollen kam. In John Fords Oscar-Gewinner Schlagende Wetter gab er in einer Nebenrolle einen walisischen Minenarbeiter. Zeitweise stand er bei Warner Brothers unter Vertrag und trat dort etwa neben Bette Davis in den Melodramen Reise aus der Vergangenheit und In Freundschaft verbunden sowie an der Seite von Humphrey Bogart in Fahrkarte nach Marseille auf. Von 1947 bis 1948 wirkte er am Broadway in der Komödie For Love or Money mit.
Loder begann, sich in den 1940ern beruflich auch als Geschäftsmann und Investor zu betätigen. Anfang der 1950er Jahre wandte er sich auch dem Fernsehen zu und hatte in verschiedenen britischen und amerikanischen Serien Gastauftritte. Nachdem er ab 1947 für zehn Jahre keinen Kinofilm gedreht hatte, war der mittlerweile rund 60-jährige Loder gegen Ende der 1950er-Jahre wieder in einigen britischen Filmen wie Esther Costello und Chefinspektor Gideon in Nebenrollen zu sehen. Zuletzt wirkte er hauptsächlich an britischen Produktionen mit und spielte 1971 in Jagd durchs Feuer seine letzte Filmrolle. Insgesamt umfasst Loders Filmkarriere zwischen 1925 und 1971 mehr als 115 Produktionen.

### Privatleben
John Loder war fünf Mal verheiratet und hatte fünf Kinder aus seinen ersten drei Ehen. Zwei seiner Ehefrauen waren ebenfalls Schauspielerinnen. Mit der Französin Micheline Cheirel, seiner zweiten Ehefrau und Mutter eines seiner Kinder, war er fünf Jahre verheiratet. Danach heiratete er Hedy Lamarr, mit der er zwei Kinder hatte; ein Kind aus einer früheren Ehe seiner Frau adoptierte er. Diese Ehe hielt vier Jahre lang. 1947 wurde er US-Bürger und heiratete ein viertes Mal. Nach sechs Jahren wurde auch diese Ehe wieder geschieden. 1958 heiratete er eine argentinische Erbin, mit der er bis zu seinem Tod zusammenblieb. 1977 schrieb John Loder seine Autobiografie mit dem Titel Hollywood Hussar. Er starb im Alter von 90 Jahren am zweiten Weihnachtsfeiertag 1988.

## Filmografie (Auswahl)
- 1925: Der Tänzer meiner Frau
- 1926: Madame wünscht keine Kinder
- 1927: Der letzte Walzer
- 1927: Die weiße Spinne
- 1927: Der große Unbekannte
- 1928: Alraune
- 1928: Freiwild
- 1928: Wenn die Mutter und die Tochter …
- 1928: Casanovas Erbe
- 1928: Die Sünderin
- 1928: Adam und Eva
- 1929: Eine Nacht im Prater (The Case of Lena Smith)
- 1929: Der Flammenreiter (Sunset Pass)
- 1931: Unter der See (Seas Beneath)
- 1931: On The Loose
- 1933: Die Schlacht (La Bataille)
- 1933: Das Privatleben Heinrichs VIII. (The Private Life of Henry VIII)
- 1934: My Song Goes Round the World
- 1936: Der Mann, der sein Gehirn austauschte (The Man Who Changed His Mind)
- 1936: Sabotage (Sabotage)
- 1937: King Solomon’s Mines
- 1938: Katja, die ungekrönte Kaiserin (Katia)
- 1938: Friede am Rhein (Paix sur le Rhin)
- 1940: Tin Pan Alley
- 1941: Schlagende Wetter (How Green Was My Valley)
- 1942: Reise aus der Vergangenheit (Now, Voyager)
- 1942: Der freche Kavalier (Gentleman Jim)
- 1943: In Freundschaft verbunden (Old Acquaintance)
- 1944: Fahrkarte nach Marseille (Passage to Marseille)
- 1944: The Hairy Ape
- 1946: Mein Herz gehört dem Rebellen (The Fighting Guardsman)
- 1946: Die Gräfin von Monte Christo (The Wife of Monte Cristo)
- 1947: Frau ohne Moral? (Dishonored Lady)
- 1957: Esther Costello (The Story of Esther Costello)
- 1958: Chefinspektor Gideon (Gideon’s Day)
- 1958: Ein Toter schweigt (The Secret Man)
- 1970: Jagd durchs Feuer (The Firechasers)